# Попо Тюрингски
Попо II Тюрингски (на немски: Poppo II von Thüringen; † сл. 906) е от 878/880 до 906 г. граф на Фолкфелд и Тулифелд, от 880 до 892 г. маркграф на Сорбенмарк („comes et dux Sorabici“) и до свалянето му през 892 г. херцог на Тюрингия („dux Thuringorum“), 903 г. маркграф в баварския Нордгау.

## Живот
Той произлиза от рода на Попоните (франкските Бабенберги). Попо е вторият син на Попо I († 839/841), граф в Заалгау и Грабфелд, и на съпругата му от рода на Хатонидите. Брат му Хайнрих († 886) е херцог на Австразия (dux Austrasiorum).
Заедно с епископ Арн от Вюрцбург, през 892 г. Попо предприема несполучлив поход против славяните в Бохемия, при който на връщане епископът е убит. Тогава на небето се появили странни звезди. Дори славяните помислили, че това са душите на мъчениците.
След това император Арнулф Каринтийски (през 892 г.) го обвинява в измяна и го лишава от всичките му титли и владения. На неговото място той поставя своя роднина и привърженик Конрад Стари от рода на Конрадините, който е и роднина на съпругата му, кралица Ода.
През 899 г. Попо получава обратно владенията си. През 903 г. той вече е маркграф в баварския Нордгау, а през 906 г. и граф във Фолкфелд.

## Деца
Попо II е баща на:
- Гебхард I († 908), граф в Грабфелд, бургграф на Вюрцбург
- Адалберт, 898/915 граф в Грабфелд
- Попо (III) († 945), граф в Грабфелд и Тулифелд
- Хайнрих, маркграф на Анторф
- и вероятно на една дъщеря, която се омъжва за граф Вилхелм I от Ваймар-Орламюнде († 963).